# Ludwigh Elek
Ludwigh Elek (angolul: Alexis Ludvigh) (?, 18?? – New York, N.Y., 1896.) magyar- és amerikai szabadságharcos, polgári foglalkozása: üzletember. A New York-i magyar emigráns közösség aktív tagja.

## Életútja
Apja, Ludwigh János kormánybiztos volt az 1848-49-es magyar szabadságharc idején, a fiatal Ludwigh Elek hadnagyként vett részt számos csatában. A világosi fegyverletétel után apjával együtt bujdosni kénytelen, végül Brüsszelben telepedtek le, s ott csipkekereskedést nyitottak. Kereskedésük annyira jól jövedelmezett, hogy Ludwigh János elküldte fiát New Yorkba, hogy ott egy fióküzletet nyisson. A New York-i fiók is jól jövedelmezett Ludwigh Elek vezetése alatt, közben ő a jólétben sem nem fordult el honfitársaitól, tartotta a kapcsolatot a New York-i emigráns magyarokkal.
Az amerikai polgárháborúban mint lovassági önkéntes vett részt, végigharcolta a polgárháborút. A polgárháború befejezése után az 1865-ben alapított New York-i Magyar Egylet gyűléseit rendszeresen látogatta, s annak tanácskozásaiban aktívan részt vett. Amerikában megnősült, boldog családi életet élt, házasságából három gyermek született. 1896-ban halt meg. (Egyik fia, John Elek Ludwigh ügyvédi gyakorlatot folytatott New Yorkban, majd az Adolf Zukor elnöklete alatt működő Famous Players Film Company, híres és jól menő mozivállalkozás vagyonának kezelője lett. Később, 1926-ban a New Yorkban megalakult Kossuth szobor bizottság díszelnökévé választották.)